# Özbaşı (Kozan)
Özbaşı ist ein Ortsteil (Mahalle) im Landkreis Kozan der türkischen Provinz Adana mit 120 Einwohnern (Stand: Ende 2024). Im Jahr 2011 hatte Özbaşı 168 Einwohner.